# Detox
Detox es el cuarto álbum en proceso de grabación del rapero y productor Dr. Dre. El álbum estaba preparado para ser lanzado en el 2004, pero no fue completado ya que Dr. Dre se enfocó en producirle a artistas que estaban en su firma discográfica Aftermath Entertainment. Aunque a finales del 2010 salieron a la luz videos que según se dice pertenecen a este álbum, no se confirmó nada. Dr. Dre también ha rumoreado que el álbum será su último lanzamiento.

## Antecedentes
Se trabajó en el álbum durante principios del 2004, pero después, en ese mismo año, Dre decidió dejar de trabajar en el proyecto para concentrarse en producirle a otros artistas. El álbum fue inicialmente puesto para un lanzamiento durante finales del 2005, pero fue hasta finales del año 2010 e inicios de 2011 cuando salieron en YouTube videos que, según fanes de Dr. Dre, aseguran que se trata de canciones que pertenecen a este álbum las cuales son Kush con Snoop Dogg y Akon, y I Need A Doctor con Eminem y Skylar Grey (aunque muchos también decían que se trataba de la promoción de este álbum).

## Grabación
Artistas como Eminem, Snoop Dogg, Lil Wayne y Luxor, han trabajado en el proyecto, otros como Bishop Lamont y Marsha Ambrosius también colaboraron en él, pero debido a conflictos con Aftermath sus colaboraciones se han cancelado. Se había anunciado que el primer sencillo seriá Under Pressure junto a Jay-Z, y que saldría en la última semana de abril de 2010, pero recientemente Dr. Dre ha dicho que ninguna de las canciones filtradas en la red aparecerán en el álbum.

Los artistas confirmados para aparecer en el álbum son Eminem, Snoop Dogg, Jay-Z, Game, Ice Cube, Lady Gaga, Ashanti, Busta Rhymes, Common, Luxor, Raekwon, T.I, Kardinal Offishall, Ester Dean, Pharrell, Lil Kim y Timbaland. También otros artistas han trabajado en el proyecto pero no han sido confirmados para aparecer, como Iggy Azalea, Fergie, will.i.am, Mary J. Blige, Lloyd Banks, Ice-T, 50 Cent, Kendrick Lamar, Tyga, Big Daddy Kane, Akon, Scarface, Fat Joe, Jim Jones, Wiz Khalifa, Rakim, Xzibit, MC Ren, Esham, Flavor Flav, DMX, Treach, Will Smith, Lil' Caesar, Bizzy Bone, Andre 3000, Schoolly D, Nas, B-Real, KRS-One, Warren G, Tha Dogg Pound, Drake y Kanye West.
Varios artistas han escrito y participado para canciones del álbum incluyendo a Ludacris, Adam Levine, No I.D., Jeff Bhasker, Matthew Samuels, Chad Hugo y The Stereotypes. Luxor produjo algunas canciones e hizo arreglos en otras -su colaboración fue confirmada por Dr. Dre-, mientras que el productor Mike Elizondo afirmó que sus colaboraciones "han sido geniales y son clásicas".

## "Compton"
En agosto del 2015 Dr. Dre lanzó un álbum titulado "Compton" como parte de la banda sonora de Straight Outta Compton por lo que se dijo que este era en realidad su tercer álbum de estudio y probablemente su último trabajo, confirmando que "ya no pregunten por Detox, pues ya no va más".

## Declaraciones sobre el álbum en 2018
"Detox" es el nombre que llevaría el ansiado cuarto material de estudio de Dr. Dre, que es bien sabido, es un trabajo con el cual se ha enojado y reconciliado desde el año 2002.
En múltiples ocasiones, Dre declaró que tenía un compilado de 20 a 40 canciones sólo como selección preliminar del disco, pero ninguna de ellas ha visto la luz pública debido a que “nunca tuvo una conexión real con Detox, que no funcionaba, y no lo volvería a intentar”. 
Pero recientemente, en el año 2018, Dre fue captado junto a Jimmy Iovine en la práctica de los Golden State Warriors, y el periodista de ESPN, Chris Haynes, quien también estaba presente, no dudo en preguntarle si Detox estaba permanentemente archivado, a lo que respondió: "Estoy trabajando en un par de canciones en este momento. Ya veremos".